# Gustedt (Elbe)
Gustedt ist ein Ortsteil der Gemeinde Elbe, die zur Samtgemeinde Baddeckenstedt im Landkreis Wolfenbüttel in Niedersachsen gehört.

## Geographie
Folgende Orte umgeben Gustedt:
- Lichtenberg und Altenhagen im Norden
- Salder im Nordosten
- Gebhardshagen im Osten
- Steinlah im Südosten
- Ringelheim im Süden
- Klein Elbe und Heere im Südwesten
- Groß Elbe und Baddeckenstedt im Westen
- Osterlinde im Nordwesten

Gustedt liegt südöstlich der Lichtenberge, dem Nordwestteil des Salzgitter-Höhenzugs und etwa drei Kilometer westlich des Reihersees.

## Geschichte
Das älteste Siedlungszeugnis ist ein Tonkrug, der aus der Zeit 2000 bis 1000 v. Chr. stammen soll.
Zwischen 802 und 817 wurde Gustedt in einer Schenkungsurkunde eines Fuldaer Abts erstmals urkundlich erwähnt.

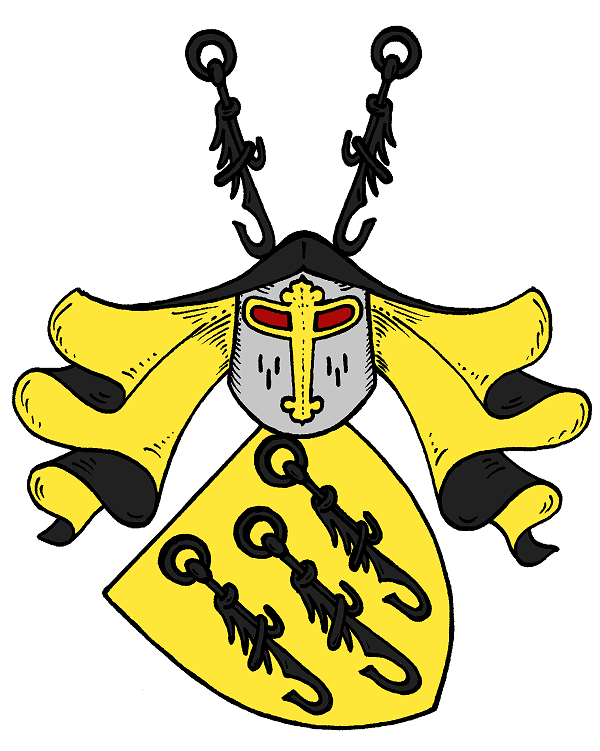
Wappen der gleichnamigen ehemals hier ansässigen Adelsfamilie

Zunächst hatten die Klöster Ringelheim und Derneburg sowie die ansässige Adelsfamilie von Gustedt Grundbesitz im Dorf. Letztere hatte Besitz am Salz in Salzgitter und galt als wohlhabend, was einen Besuch Kaiser Heinrichs II. 1019 erklärt. Ende des 13. Jahrhunderts emigrierte die Adelsfamilie in die Städte; der Hof wurde von der Adelsfamilie von Wallmoden zu einer Befestigungsanlage ausgebaut, musste aber kurz darauf 1330 auf Drängen der sonst verfeindeten Herrscher Bischof Otto von Hildesheim und Fürst Heinrich von Braunschweig abgerissen werden.
Im Dreißigjährigen Krieg 1618 bis 1648 wurde Gustedt stark beschädigt. 1789 und 1870 zerstörten zudem Großbrände mehrere Gebäude im Ort.
Bis 1815 gehörte Gustedt zu immer wieder wechselnden Herrschaftsbereichen, bevor es schließlich an das Königreich Hannover fiel.
Ab Anfang des 20. Jahrhunderts verlor die Landwirtschaft durch Technisierung und Modernisierung immer mehr an Bedeutung, sodass sich Gustedt nach und nach zu einer Wohngemeinde mit Auspendlern entwickelte, die in der Industrie und ab 1939 auch im nahe gelegenen Erzbergbau arbeiteten. Nach Kriegsende führte Bevölkerungswachstum vor allem durch Vertriebene zur Erschließung immer neuer Wohngebiete.
Am 10. Mai 1908 wurde die Freiwillige Feuerwehr Gustedt gegründet.
Mit der Eingemeindung nach Elbe 1974 wurde die 1670 eingerichtete Grundschule in einen Kindergarten umgewandelt, der noch heute existiert.

### Kirche
Eine heute evangelische Kirche existiert in Gustedt seit mindestens 1326. Eine Erbauung im Jahr 1291 erscheint möglich. Die heutige Kirche stammt wohl aus dem Jahr 1420. Zumindest kam es in diesem Jahr zu einem teilweisen Neubau. Das Alter des Turmes gilt als unbekannt.
1977 wurde die Kirche letztmals renoviert. Dabei wurde der aus dem Ende des 18. Jahrhunderts stammende Altar entfernt. Die Orgel aus dem Jahr 1864 ist hingegen noch heute erhalten.
Die zuvor namenlose Kirche heißt seit dem 23. Juni 1989 Christuskirche.
Bereits seit 1542 ist nur noch ein Pfarrer für die Kirchen in Groß Elbe und Klein Elbe zuständig. Inzwischen bilden die Kirchengemeinde Gustedt einen gemeinsamen Pfarrverband mit Groß Elbe und Klein Elbe.

### Einwohnerentwicklung
| Jahr | Einwohner |
| ---- | --------- |
| 1539 | 166       |
| 1815 | 296       |

## Wirtschaft und Infrastruktur

### Verkehrsanbindung
Gustedt liegt an der Landesstraße 670, die Baddeckenstedt, Groß Elbe und die Bundesstraße 6 im Westen mit Gebhardshagen im Osten verbindet.
Die nächstgelegenen Bahnhöfe befinden sich in Baddeckenstedt an der Bahnstrecke Hildesheim–Goslar und in Salzgitter-Lebenstedt an der Bahnstrecke Salzgitter-Drütte–Derneburg.

## Persönlichkeiten
- Theodor Schultz-Walbaum (* 1892 in Gustedt; † 1977 in Bremen), Maler und Grafiker